# The Sandwich Man
Pour plus de détails, voir Fiche technique et Distribution.
The Sandwich Man est un film britannique réalisé par Robert Hartford-Davis, sorti en 1966.

## Fiche technique
- Titre : The Sandwich Man
- Réalisation : Robert Hartford-Davis
- Scénario : Robert Hartford-Davis et Michael Bentine (en)
- Photographie : Peter Newbrook (en)
- Montage : Peter Taylor
- Musique : Mike Vickers (en)
- Pays de production : Royaume-Uni
- Format : 1,85:1 - Mono
- Genre : comédie
- Durée : 95 minutes
- Date de sortie : 1966

## Distribution
- Michael Bentine (en) : l'homme-sandwich
- Dora Bryan : Mme De Vere
- Harry H. Corbett (en) : le portier
- Bernard Cribbins : Photographe
- Diana Dors : la première dame de Billingsgate
- Ian Hendry : policier
- Stanley Holloway : Park Gardener
- Wilfrid Hyde-White : Lord Uffingham
- Michael Medwin : égoutier
- Ron Moody : Rowing Coach
- Anna Quayle : la seconde dame de Billingsgate
- Terry-Thomas : Scout Master
- Norman Wisdom : Boxing Vicar
- Donald Wolfit : le vendeur de voitures
- David Buck : Steven
- Suzy Kendall : Sue
- Alfie Bass : Yachtsman
- Earl Cameron : le conducteur de bus
- Leon Thau (en) : Ram
- Hugh Futcher (en) : Gogi
- Peter Jones : Escapologist
- Robert Lang : le serveur
- John Le Mesurier : Religious Sandwich Man
- David Lodge (en) : Charlie
- Aubrey Morris : Cedric
- Ewen Solon : l'aveugle
- Sydney Tafler : Porteur de poissons
- Frank Finlay : Porteur de poissons
- Ronnie Stevens : l'homme ivre
- Peter Arne : Gentleman à la Rolls Royce
- Terry Brooks : Brian
- Gerald Campion : Fred
- Michael Chaplin : Pavement Artist
- Roger Delgado : Abdul
- Burt Kwouk : Ice Cream Man
- Jeremy Lloyd : Jeremy
- Patrick Newell : l'homme du bus
- Michael Trubshawe : Garde